# Drnje
Drnje ist eine Ortschaft in der kroatischen Gespanschaft Koprivnica-Križevci, nordöstlich von Koprivnica, mit 1863 Einwohnern (Volkszählung 2011). Zur Gemeinde gehören die Siedlungen Botovo, Drnje und Torčec.
Während der Flüchtlingskrise in Europa ab 2015 galt Botovo eine Zeitlang als „letztes Schlupfloch“ im ungarischen Grenzzaun, wo Flüchtlinge ohne reguläre Erfassung weiter nach Österreich reisten.